# Elizabeth Robinson
Elizabeth Robinson (1974) è un'ex sciatrice alpina statunitense.

## Biografia
La Robinson, specialista delle prove veloci, debuttò in campo internazionale in occasione dei Mondiali juniores di Geilo/Hemsedal 1991; in Coppa del Mondo esordì il 29 gennaio 1994 a Garmisch-Partenkirchen in discesa libera (55ª) e ottenne il miglior piazzamento il 6 marzo successivo a Whistler nella medesima specialità (41ª), alla sua terza e ultima presenza nel massimo circuito internazionale. In Nor-Am Cup conquistò l'ultima vittoria il 26 gennaio 1997 a Sugarloaf in supergigante e l'ultimo podio il 31 gennaio successivo nella medesima località in discesa libera (2ª); si ritirò al termine di quella stessa stagione 1996-1997 e la sua ultima gara fu lo slalom gigante Campionati statunitensi 1997, disputato il 23 marzo a Sugarloaf e non completato dalla Robinson. Non prese parte a rassegne olimpiche o iridate.

## Palmarès

### Nor-Am Cup
- Miglior piazzamento in classifica generale: 3ª nel 1997
- 6 podi (dati dalla stagione 1994-1995):
  - 1 vittoria
  - 3 secondi posti
  - 2 terzi posti

#### Nor-Am Cup - vittorie
| Data            | Località  | Paese       | Specialità |
| --------------- | --------- | ----------- | ---------- |
| 26 gennaio 1997 | Sugarloaf | Stati Uniti | SG         |

Legenda:

SG = supergigante